# Дъплин (окръг, Северна Каролина)
Окръг Дъплин (на английски: Duplin County) е окръг в щата Северна Каролина, Съединени американски щати. Площта му е 2121 km², а населението – 60 084 души (2016). Административен център е град Кинънсвил.